# سوئد در المپیک تابستانی ۱۹۰۰

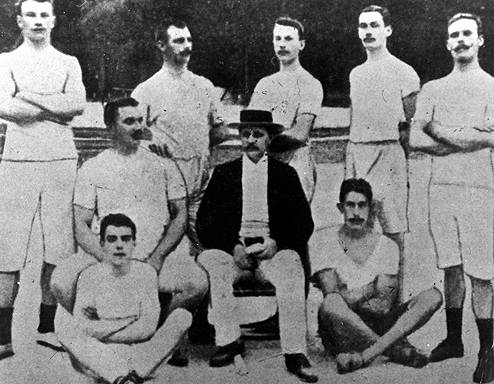
بازی‌کن‌های سوئد در المپیک ۱۹۰۰ پاریس

سوئد در بازی‌های المپیک تابستانی ۱۹۰۰ که در شهر پاریس فرانسه برگزار شد، کاروان سوئد با ۱۰ ورزشکار در این رقابت‌ها شرکت کرد و موفق به کسب ۱ مدال (۰ طلا، ۰ نقره، ۱ برنز) شد. در جدول رتبه‌بندی توزیع مدال‌ها، سوئد در ردهٔ ۲۰ مسابقات قرار گرفت.